# Barnet fra gaden
Barnet fra gaden (russisk: Дитя большого города, traslit.: Ditja bolsjogo goroda, da.: "Barnet fra storbyen", eller "Storbybarn") er en russisk stumfilm fra 1914 af Jevgenij Bauer.

## Handling
Datteren af en fattig vaskekone, Manja, drømmer om rigdom og et bedre liv. Hun bliver forelsket i en rig mand, der inviterer hende ud. Men hun bliver efter et år træt af ham, og hun har også brugt hans penge. Hun slår op. Vikotr forsøger at skyde hende og sig selv, men giver op. Viktor går i hundene og begår selvmord.

## Medvirkende
- Jelena P. Smirnova som Manetjka / Mary
- Nina Kozljaninova
- Mikhail Salarov som Viktor Kravtsov
- Arsenij Bibikov som Kramskoj
- Emma Bauer